# Aartsbisdom Santarém
Het aartsbisdom Santarém (Latijn: Archidioecesis Santaremensis) is een rooms-katholiek aartsbisdom met als zetel Santarém, in Brazilië. De aartsbisschop van Santarém is metropoliet van de kerkprovincie Santarém waartoe ook de volgende suffragane bisdommen behoren:
- Bisdom Óbidos
- Bisdom Xingu-Altamira
- Territoriale prelatuur Itaituba (territoriale prelatuur)
- Territoriale prelatuur Alto Xingu-Tucumã (territoriale prelatuur)

## Geschiedenis
Het aartsbisdom werd opgericht op 21 september 1903, als de territoriale prelatuur Santarém, uit delen van het bisdom Belém do Pará, en maakte geen deel uit van een kerkprovincie. Op 1 mei 1906 werd het suffragaan aan het nieuw verheven aartsbisdom Belém do Pará. Op 16 oktober 1979 werd het verheven tot bisdom. Op 6 november 2019 werd het verheven tot metropolitaan aartsbisdom. 

## Parochies
Het aartsbisdom had in 2021 een oppervlakte van 171.906 km2 en telde 476.800 inwoners waarvan 70,0% rooms-katholiek was.

## Ordinarii

### Prelaten
- Frederico Benício de Souza e Costa (22 september 1904 - 8 januari 1907)
- Amando Agosto Bahlmann (10 januari 1907 - 5 maart 1939)
  - Eduardo José Herberhold (coadjutor: 7 januari 1928 - 30 januari 1931)
- Anselmo Pietrulla (13 december 1947 - 18 juni 1949)
- João Floriano Loewenau (8 september 1950 - 12 september 1957)

### Bisschoppen
- Tiago Miguel Ryan (31 januari 1958 - 27 november 1985)
- Lino Vomboemmel (27 november 1985 - 28 februari 2007; coadjutor sinds 9 juni 1983, hulpbisschop sinds 25 mei 1981)
  - Severino Batista de França (hulpbisschop: 4 augustus 2004 - 7 maart 2007)
- Esmeraldo Barreto de Farias (28 februari 2007 - 30 november 2011)
- Flávio Giovenale (19 september 2012 - 19 september 2018)

### Aartsbisschoppen
- Irineu Roman (6 november 2019 - heden)

Santarém (aartsbisdom) · Alto Xingu-Tucumã (territoriale prelatuur) · Itaituba (territoriale prelatuur) · Óbidos · Xingu-Altamira